# Na pewno, być może
Na pewno, być może (ang. Definitely, Maybe) – amerykańsko-brytyjsko-francusko-niemiecka komedia romantyczna z 2008 roku w reżyserii Adama Brooksa.

## Obsada
- Ryan Reynolds – Will Hayes
- Isla Fisher – April
- Derek Luke – Russell T. McCormack
- Abigail Breslin – Maya Hayes
- Elizabeth Banks – Emily
- Rachel Weisz – Summer Hartley
- Kevin Kline – Hampton Roth
- Liane Balaban – Kelly
- Annie Parisse – Anne
- Nestor Serrano – Arthur Robredo
- Kevin Corrigan – Simon
- Alexie Gilmore – Olivia
- Marc Bonan – Kevin
- Dale Leigh – Bill Clinton

## Fabuła
Na prośbę 10-letniej córki ojciec snuje romantyczną opowieść o trzech miłościach swego życia.